# Lars Jaeger
Lars Jaeger (* 1969 in Heidelberg; † 21. Juni 2024) war ein schweizerisch-deutscher Physiker, Unternehmer und Autor.

## Leben
Lars Jaeger studierte Physik und Philosophie an der Universität Bonn und der École polytechnique in Paris und promovierte 1997 auf dem Gebiet der theoretischen Physik am Max-Planck-Institut für Physik komplexer Systeme in Dresden, wo er anschließend auch als Post-Doc auf dem Gebiet der nichtlinearen dynamischen Systeme forschte. Jaeger begann 1997 seine Karriere in der Finanzbranche als quantitativer Forscher in Zürich. Er war acht Jahre lang Partner bei der Partners Group, bevor er im Jahr 2010 die Alternative Beta Partners AG gründete. Er war Mitgründer einer Hedgefonds-Vermögensverwaltung, die 2001 mit der Partners Group fusionierte. Von 2014 bis 2023 arbeitete er für GAM Investments. Seit 2014 war er Aufsichtsratsvorsitzender der BREAG AG.
2019 wurde bei Lars Jaeger ein Hirntumor (Glioblastom) diagnostiziert, an dem er am 21. Juni 2024 starb. Er war verheiratet, Vater dreier Töchter und wohnte in Baar in der Schweiz.

## Bücher und Artikel
Lars Jaeger ist Autor zahlreicher Sachbücher. Nach mehreren Fachpublikationen über alternative Risikostrategien, erschien 2014 „Die Naturwissenschaften – Eine Biographie“, das einem breiten Publikum die Geschichte des naturwissenschaftlichen Denkens zu öffnen beabsichtigt. Sein zweites Buch mit dem Titel „Wissenschaft und Spiritualität“ erschien im September 2016. Es thematisiert die Zusammenhänge und Wechselwirkungen von Wissenschaft und spirituellem Denken.
Sein Buch „Supermacht Wissenschaft. Unsere Zukunft zwischen Himmel und Hölle“ befasst sich mit der technologischen Zukunft. Jaegers 2018 erschienenes Buch „Die zweite Quantenrevolution. Vom Spuk im Mikrokosmos zu neuen Supertechnologien“ diskutiert die Entwicklungen, Möglichkeiten und Gefahren der modernen Quantentechnologien.
Sein Buch „Mehr Zukunft wagen! Wie wir alle vom Fortschritt profitieren“ von 2019 ist eine Auseinandersetzung mit den sich anbahnenden technologischen Umstürzen, die zu dem führen, was der Autor „Die Human-Krise“ nennt. Jaeger plädiert dafür, diesen Wandel bewusst zu gestalten.
In „Sternstunden der Wissenschaft. Eine Erfolgsgeschichte des Denkens“ (2020) beschreibt er den Siegeszug der Wissenschaften auf der Basis von vier wesentlichen intellektuellen Tugenden, die unser Denken ausmachen und die es gerade in Zeiten von „fake news“ zu verteidigen gilt.
Sein Buch „Wege aus der Klimakatastrophe. Wie eine nachhaltige Energie- und Klimapolitik gelingt“ gibt einen Ausblick auf eine mögliche klimafreundliche Wirtschaft der Zukunft.
2021 veröffentlichte er einen Artikel zur Situation der Wissenschaft, deren gesellschaftlichen Anerkennung rückläufig sei und im Spannungsfeld des ›religious turn‹ von Seiten der Esoterik in der Kritik stehe.
2022 erschien „Die Neuentdeckung der Welt – Wie Genies die Wissenschaften aus ihren tiefsten Krisen in die Moderne führten“, das sich mit der Krise und Umbruchsphase der Wissenschaften am Übergang des 18. zum 19. Jh. befasst. Das ebenfalls 2022 erschienene Buch „Emmy Noether - Ihr steiniger Weg an die Weltspitze der Mathematik“ ist der genialen deutschen Mathematikerin gewidmet, deren Erkenntnisse für die moderne Physik bahnbrechend waren. Im Buch "Geniale Frauen in der Wissenschaft" (2023) werden 18 herausragende und faszinierende Wissenschaftlerinnen von der Antike bis heute porträtiert. 2024 veröffentlichte er zusammen mit Michel Dacorogna "Wohin führt uns die Wissenschaft? Und was wir tun können, um sie zu lenken", das die Entwicklungen und Veränderungen der Wissenschaften und des Wissenschaftsbetriebs in den letzten 60 Jahren  kritisch reflektiert.

## Stimme in der Hedgefonds-Branche
In den 2000er und frühen 2010er Jahren kommentierte Jaeger verschiedene Themen aus der Finanzbranche, insbesondere zu Hedgefonds, ihren Renditequellen und Risikomanagement für alternative Anlagestrategien.
Er war ein früher Advokat für unabhängiges Risikomanagement, Transparenz und Kosteneffizienz für Hedgefonds und 2000 baute er eine Managed-Account-Plattform für diese Investmentvehikel auf. Im Jahr 2003 war er der Erste (zusammen mit den Forschern Bill Fung und David Hsieh), der – auf der Grundlage seiner Investment-Erfahrung und akademischen Arbeit – die Bezeichnung alternative Beta verwendete, die heute als wesentlicher Bestandteil der Renditequellen von Hedgefonds anerkannt sind (zunehmend auch als „alternative Risikoprämie“ bezeichnet). Die wissenschaftlichen Arbeiten von Lars Jaeger führten zu einer industrieweiten Diskussion über die Rendite-Attribute von Hedgefonds, was beginnend im Jahr 2007 zahlreiche „Hedgefonds-Replikations“-Produkte entstehen ließ. Diese spielten schließlich eine bedeutende Rolle in der Diskussion über (zu) hohe Hedgefonds-Gebühren.

## Bücher
- Geniale Frauen in der Wissenschaft. Versteckte Beiträge, die die Welt verändert haben. Springer, 2023. ISBN 978-3-662-66527-5.
- Emmy Noether. Ihr steiniger Weg an die Weltspitze der Mathematik. Biografie. Südverlag, Konstanz 2022. ISBN 978-3-87800-161-4. 272 Seiten. - Inhalt (beim Verlag)
- Die Neuentdeckung der Welt – Wie Genies die Wissenschaften aus ihren tiefsten Krisen in die Moderne führten. Springer 2022. ISBN 978-3-662-65386-9
- Wege aus der Klimakatastrophe. Wie eine nachhaltige Energie- und Klimapolitik gelingt. Springer 2021. ISBN 978-3-662-63550-6
- Sternstunden der Wissenschaft. Eine Erfolgsgeschichte des Denkens. Südverlag, 2020. ISBN 978-3-87800-140-9
- Mehr Zukunft wagen! Wie wir alle vom Fortschritt profitieren. Gütersloher Verlagshaus, 2019. ISBN 978-3-579-01480-7
- Die zweite Quantenrevolution. Vom Spuk im Mikrokosmos zu neuen Supertechnologien (Springer, 2018); English: The Second Quantum Revolution. From Entanglement to Quantum Computing and Other Super-Technologies – ISBN 978-3-319-98824-5
- Supermacht Wissenschaft. Unsere Zukunft zwischen Himmel und Hölle. Random House Gütersloher Verlagshaus, 2017.
- Wissenschaft und Spiritualität. Universum, Leben, Geist – Zwei Wege zu den großen Geheimnissen. Springer-Spektrum, 2017.
- Die Naturwissenschaften. Eine Biographie (Springer-Spektrum, 2015)
- Risk Management of Alternative Investment Strategies (Financial Times Prentice Hall, 2002)
- The New Generation of Risk Management for Hedge Funds and Private Equity (Euromoney, 2003)
- Through the Alpha Smokescreen. A guide to hedge fund return sources (Institutional Investors, 2005; second edition 2012)
- Alternative Beta Strategies and Hedge Fund Replication. Wiley, 2008.